# Cazasu
Cazasu is een Roemeense gemeente in het district Brăila.
Cazasu telt 3145 inwoners.